# 霞蝶鱼
霞蝶鱼，又稱印度銀斑蝶魚，為輻鰭魚綱鱸形目蝴蝶魚科的其中一種。

## 分布
本魚分布於印度西太平洋區，包括東非、南非、馬達加斯加、模里西斯、留尼旺、塞席爾群島、阿曼、馬爾地夫、葛摩、印度、斯里蘭卡、泰國、中國、台灣、印尼、關島等海域。

## 深度
水深10至35公尺。

## 特徵
本魚體呈方圓形，吻短尖，體色為褐色，體側中央有一梯形大白帶。背鰭硬棘12枚、軟條24至26枚；臀鰭硬棘3枚、軟條21枚。體長可達18公分。

## 生態
本魚棲息在珊瑚礁區邊緣的開放水域，常成群出現，肉食性，以附著在珊瑚礁的生物為食。

## 經濟利用
屬於高價值觀賞魚，不供食用。